# Aardvark (videogioco)
Aardvark è un videogioco pubblicato nel 1986 per Commodore 16 e Commodore 64 dalla Bug-Byte, editrice di titoli a basso costo. È un'imitazione dell'arcade Anteater e, come quest'ultimo, consiste nel catturare insetti in un labirinto sotterraneo con la lunghissima lingua del protagonista, che in questo caso anziché un formichiere è un oritteropo (aardvark in inglese).
All'epoca l'arcade originale era poco noto, tanto che la stampa di settore di solito non faceva notare la somiglianza; una rivista piuttosto lo scambiò per una conversione di Ardy the Aardvark, un altro clone di Anteater.

## Modalità di gioco
Il giocatore controlla la lingua dell'oritteropo Aardy, fermo vicino all'ingresso di un formicaio. Il sottosuolo è mostrato in sezione bidimensionale. Il formicaio è un labirinto di cunicoli a schermo fisso, formato da sei piani orizzontali inizialmente pieni di uova di formica, con molti passaggi verticali tra i piani. La lingua si può allungare illimitatamente all'interno nei cunicoli, ma non può ripassare sopra sé stessa. Premendo il pulsante di fuoco la lingua si accorcia velocemente tornando sui suoi passi.
Per completare un livello si devono mangiare con la lingua tutte le uova. 
I nemici entrano in gioco dai lati e attraversano lo schermo orizzontalmente a varie velocità.
Le formiche si possono mangiare solo con l'estremità della lingua; se invece una di loro tocca la lingua in un altro punto, si perde una vita.
I vermi possono essere mangiati solo da dietro, mentre arrivargli davanti con la punta della lingua è letale; tuttavia sono innocui se toccano il resto della lingua.
In cima allo schermo un sole in movimento indica lo scorrere del tempo, e al calar della sera entra in gioco un ragno, nemico invincibile che insegue la punta della lingua.
Se si cattura una delle due formiche regine, ferme nel piano più profondo del formicaio, vengono eliminati all'istante tutti i nemici, compreso l'eventuale ragno.
Il manuale cita anche bruchi e superformiche, non meglio identificati.
Ci sono 16 livelli, con oltre 1000 possibili configurazioni casuali dei cunicoli.

## Accoglienza
Aardvark per Commodore 16 ebbe una sua notorietà sulla stampa di settore europea dell'epoca, mentre la versione per Commodore 64 (di aspetto quasi identico) rimase praticamente ignorata. La maggior parte dei giudizi su Commodore 16 erano positivi, tra cui un 80% di Computer Gamer. Qualche rivista ritenne il gioco scadente soprattutto per via della poca giocabilità.